# Pelota basca nos Jogos Pan-Americanos de 2023 - Pelota de goma frontón individual masculino
A competição da pelota de goma frontón individual masculino da pelota basca nos Jogos Pan-Americanos de 2023 foi disputada entre 31 de outubro e 4 de novembro de 2023 no Estádio Español, em Las Condes. Um total de cinco competidores, cada um representando um Comitê Olímpico Nacional (CON), participaram do evento.

## Calendário
Horário local (UTC−3).
| Data          | Hora       | Fase          |
| ------------- | ---------- | ------------- |
| 31 de outubro | 10:00      | Fase de grupo |
| 1 de novembro | 10:00      | Fase de grupo |
| 2 de novembro | 9:00 12:30 | Fase de grupo |
| 3 de novembro | 10:00      | Fase de grupo |
| 4 de novembro | 9:00       | Finais        |

## Medalhistas
| Ouro   | MEX Isaac Pérez        |
| Prata  | ARG Federico Fernández |
| Bronze | CHI Renato Bolelli     |

## Resultados

### Fase de grupo
Todos os competidores se enfrentam em um único grupo. Os dois melhores avançam para a disputa de medalha de ouro e os dois seguintes para a disputa pelo bronze.
| Pos. | Jogador                | Pts | J | V | D | GP | GC | PP  | PC |
| ---- | ---------------------- | --- | - | - | - | -- | -- | --- | -- |
| 1    | MEX Isaac Pérez        | 12  | 4 | 4 | 0 | 8  | 0  | 120 | 35 |
| 2    | ARG Federico Fernández | 10  | 4 | 3 | 1 | 6  | 2  | 106 | 51 |
| 3    | CUB Alejandro González | 8   | 4 | 2 | 2 | 4  | 4  | 81  | 80 |
| 4    | CHI Renato Bolelli     | 6   | 4 | 1 | 3 | 2  | 6  | 69  | 90 |
| 5    | BOL Carlos Miranda     | 4   | 4 | 0 | 4 | 0  | 0  | 0   | 0  |

| 31 de outubro 9:00 | MEX Isaac Pérez         | 2–0 | ARG Federico Fernández | Estádio Español Árbitro(s): CHI Roberto Jara |
| 31 de outubro 9:00 | (15–11, 15–5) Relatório |     |                        | Estádio Español Árbitro(s): CHI Roberto Jara |

| 31 de outubro 10:00 | BOL Carlos Miranda | – | CHI Renato Bolelli | Estádio Español Árbitro(s): MEX Elizabeth Hidalgo |
| 31 de outubro 10:00 | (WO) Relatório     |   |                    | Estádio Español Árbitro(s): MEX Elizabeth Hidalgo |

| 1 de novembro 10:00 | MEX Isaac Pérez | – | BOL Carlos Miranda | Estádio Español Árbitro(s): CUB Raúl Escobar |
| 1 de novembro 10:00 | (WO) Relatório  |   |                    | Estádio Español Árbitro(s): CUB Raúl Escobar |

| 1 de novembro 11:00 | ARG Federico Fernández | 2–0 | CUB Alejandro González | Estádio Español Árbitro(s): MEX Elizabeth Hidalgo |
| 1 de novembro 11:00 | (15–5, 15–6) Relatório |     |                        | Estádio Español Árbitro(s): MEX Elizabeth Hidalgo |

| 2 de novembro 9:00 | CUB Alejandro González | 0–2 | MEX Isaac Pérez | Estádio Español Árbitro(s): ARG César Maderna |
| 2 de novembro 9:00 | (4–15, 6–15) Relatório |     |                 | Estádio Español Árbitro(s): ARG César Maderna |

| 2 de novembro 10:00 | CHI Renato Bolelli     | 0–2 | ARG Federico Fernández | Estádio Español Árbitro(s): CHI Jennifer Quiaro |
| 2 de novembro 10:00 | (6–15, 4–15) Relatório |     |                        | Estádio Español Árbitro(s): CHI Jennifer Quiaro |

| 2 de novembro 12:30 | CUB Alejandro González | – | BOL Carlos Miranda | Estádio Español Árbitro(s): MEX Elizabeth Hidalgo |
| 2 de novembro 12:30 | (WO) Relatório         |   |                    | Estádio Español Árbitro(s): MEX Elizabeth Hidalgo |

| 2 de novembro 18:30 | CHI Renato Bolelli     | 0–2 | MEX Isaac Pérez | Estádio Español Árbitro(s): URU Matilde Acosta |
| 2 de novembro 18:30 | (3–15, 6–15) Relatório |     |                 | Estádio Español Árbitro(s): URU Matilde Acosta |

| 3 de novembro 10:00 | ARG Federico Fernández | – | BOL Carlos Miranda | Estádio Español Árbitro(s): CHI Roberto Jara |
| 3 de novembro 10:00 | (WO) Relatório         |   |                    | Estádio Español Árbitro(s): CHI Roberto Jara |

| 3 de novembro 11:00 | CHI Renato Bolelli      | 0–2 | CUB Alejandro González | Estádio Español Árbitro(s): ARG Jorge Balbi |
| 3 de novembro 11:00 | (11–15, 9–15) Relatório |     |                        | Estádio Español Árbitro(s): ARG Jorge Balbi |

### Finais

#### Disputa pelo bronze
| 4 de novembro 9:00 | CUB Alejandro González  | 0–2 | CHI Renato Bolelli | Estádio Español Árbitro(s): MEX Elizabeth Hidalgo |
| 4 de novembro 9:00 | (11–15, 3–15) Relatório |     |                    | Estádio Español Árbitro(s): MEX Elizabeth Hidalgo |

#### Disputa pelo ouro
| 4 de novembro 12:00 | MEX Isaac Pérez          | 2–0 | ARG Federico Fernández | Estádio Español Árbitro(s): CHI Roberto Jara |
| 4 de novembro 12:00 | (15–14, 15–13) Relatório |     |                        | Estádio Español Árbitro(s): CHI Roberto Jara |